# Alliinase
Les alliinases sont une classe d'enzymes présentes dans les plantes du genre Allium, comme l'ail et les oignons.

## Description
Elles catalysent les réactions chimiques qui produisent des composés volatils qui donnent à ces plantes leurs odeurs, leurs saveurs et leurs propriétés lacrymogènes, qui font, de fait, partie des défenses de la plante contre les herbivores. Les alliinases sont normalement séquestrées dans les cellules végétales, mais quand la plante est endommagée, par exemple, par des animaux qui la mangent, les alliinases sont libérées et catalysent la production de produits chimiques piquants comme l'allicine à partir de l'alliine dans l'ail. La même réaction se produit lorsque l'oignon ou l'ail est coupé, haché ou écrasé avec un couteau en cuisine.

Schéma des réactions de conversion: cystéine → alliine → allicine

Pour les oignons, les alliinases agissent sur des acides sulféniques pour produire de l'oxyde de propanethial.
Il paraît vraisemblable que la disparition rapide de la saveur piquante de l'ail, de l'oignon ou du poireau à la cuisson soit due d'une part, à la libération à chaud des composés volatils produits avant cuisson et d'autre part, à la dénaturation de l'alliinase, empêchant la réaction de transformation de l'alliine en allicine.